# Henrik II av Brabant
Henrik II av Brabant, född 1207, död 1248, var regerande hertig av Brabant från 1235 till 1248. 